# Manon Vernay
Manon Vernay (* 7. Januar 1989 in Maisons-Alfort, Frankreich) ist eine aus Frankreich stammende australische Handballnationalspielerin.

## Karriere

### Im Verein
Vernay wurde in einem Pariser Vorort geboren, wuchs jedoch in Toulouse auf. Dort spielte sie zwischen 2003 und 2012 Basketball. Nachdem Vernay in der Jugend in der höchsten französischen Spielklasse aktiv gewesen war, lief sie im Erwachsenenbereich in der zweiten französischen Liga auf.
Nachdem Vernay zwölf Jahre an Leukämie litt, beschloss sie nach Australien auszuwandern, deren Staatsbürgerschaft sie 2017 erhielt. In Australien spielte sie Handball beim West Adelaide Handball Club und beim Melbourne Handball Club. Ab 2017 hütete sie das Tor des deutschen Drittligisten MTV 1860 Altlandsberg. Nachdem Vernay nach Leverkusen umzog, schloss sie sich zur Saison 2018/19 dem Drittligisten HSV Solingen-Gräfrath an. Nachdem Vernay 2019 mit Gräfrath in die 2. Bundesliga aufstieg, verließ sie den Verein in Richtung Australien.

### In der Nationalmannschaft
Vernay gehört dem Kader der australischen Nationalmannschaft an. Mit Australien belegte sie 2018 den fünften Platz bei der Asienmeisterschaft. Weiterhin nahm sie an der Weltmeisterschaft 2019 teil.

### Beachhandball
Als Vernay in Deutschland aktiv war, lief sie für die 12 Monkeys aus Köln auf. Sie gehört dem Kader der australischen Beachhandball-Nationalmannschaft an. Mit Australien belegte sie den sechsten Platz bei den World Games 2017. Weiterhin nahm sie 2018 an der Beachhandball-Weltmeisterschaft teil.